# Liber floridus

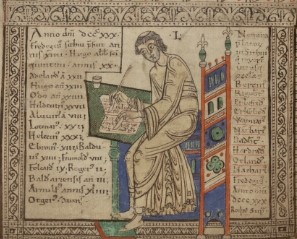
Lambert aan het werk. Fragment uit het manuscript "Liber Floridus". Gemaakt door Lambertus a St. Audomaro in 1121. Bewaard in de Universiteitsbibliotheek Gent.

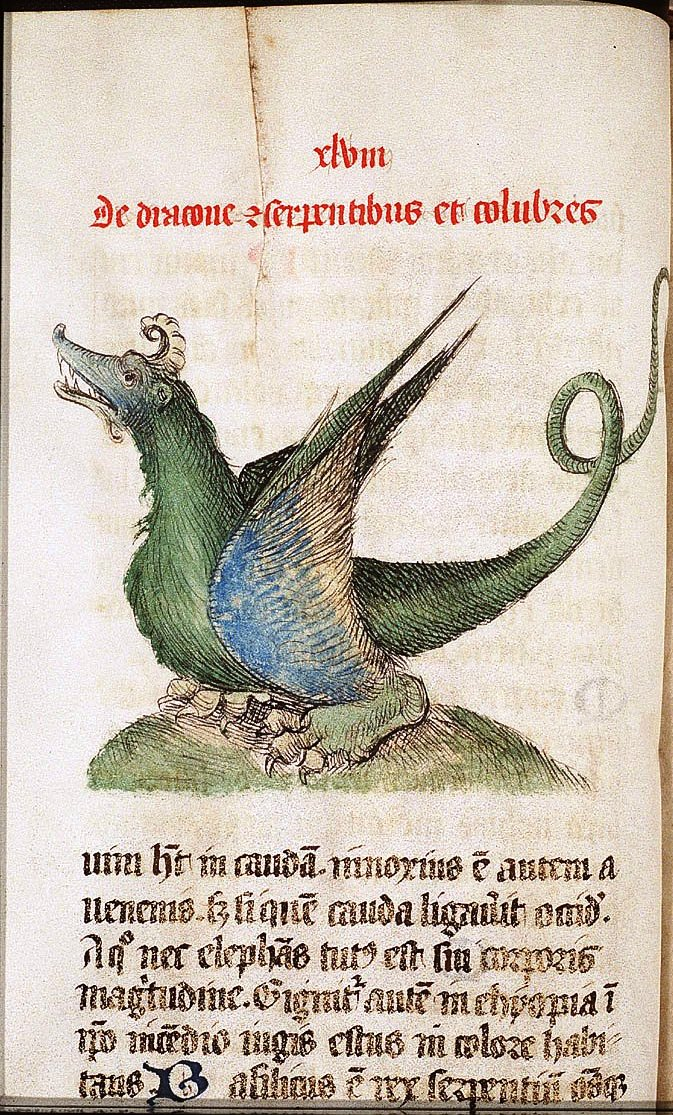
Een draak in het Liber Floridus van Lambert van Sint-Omaars

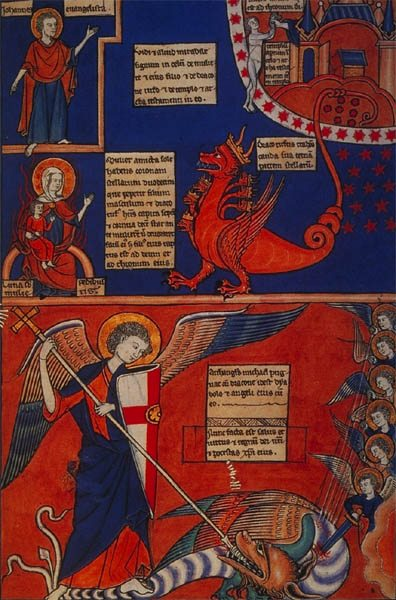
Het beest van de apocalyps, uit het exemplaar in de Bibliothèque Nationale de France

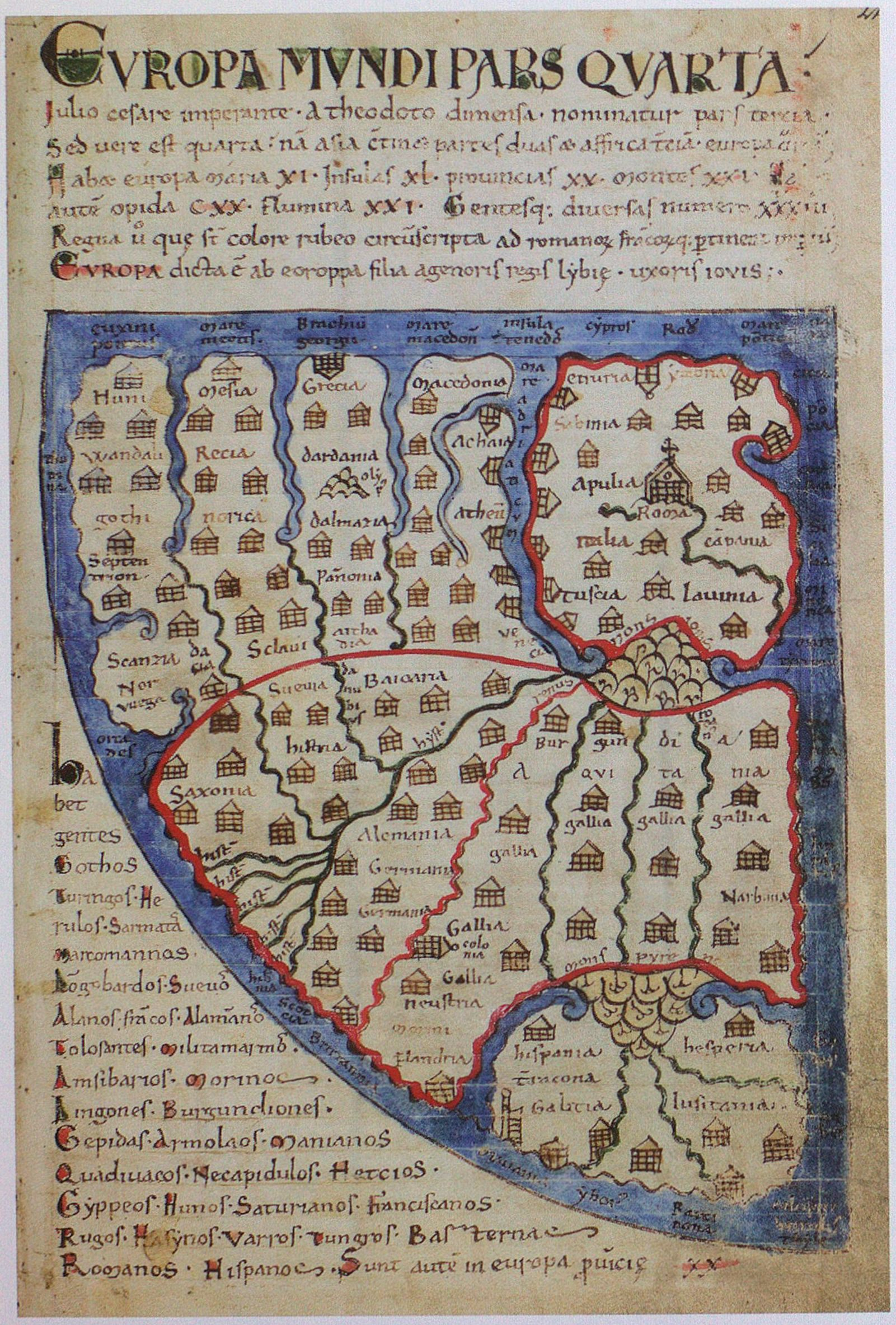
Kaart van Europa in de autograaf

Het Liber floridus (Bloemrijk boek) is een Latijns handschrift, afkomstig uit de Sint-Baafsabdij in Gent en geschreven door Lambert van Sint-Omaars. Het boek is een middeleeuwse encyclopedie over Bijbelse, historisch-hagiografische, astronomische, geografische, theologische, filosofische en natuurkundige onderwerpen. Het werk is een synopsis van verschillende auteurs, begonnen in 1090 en voltooid omstreeks 1121. Lambert zag de compilatie als een boeketje bloemen geplukt in de hemelse weiden 'opdat de gelovige bijtjes mogen samentroepen rondom die bloemen en de hemelse zoetheid ervan drinken'. Hij had er zo'n twintig jaar aan gewerkt.
Naast het origineel zijn er negen kopieën bekend, daterend van de twaalfde tot de zestiende eeuw, alle gemaakt in het toenmalige Vlaanderen en Henegouwen. De autograaf, het originele auteurshandschrift, wordt bewaard in de Gentse universiteitsbibliotheek (handschrift 92). Dit topstuk uit de bibliotheek meet 30 bij 20 centimeter en het bestaat uit 287 perkamenten bladen (574 bladzijden). Het is op 10 maart 2008 opgenomen in de lijst roerend cultureel erfgoed Vlaamse Gemeenschap. De kopieën worden bewaard in Chantilly, Den Haag (2), Dowaai, Genua, Leiden, Wolfenbüttel en Parijs (2)..

## Inhoud
Het boek bevat onder andere excerpten van klassieke schrijvers als Augustinus, Orosius en Macrobius, maar ook van tijdgenoten als Anselmus van Canterbury, Odo van Kamerijk en Gilbert Crispin. Lambertus eigen inbreng zat vooral in de geografische kaarten. De bewoonde wereld, in een cirkel, is verdeeld in drie continenten: Azië in de bovenste helft, Europa linksonder en Afrika rechtsonder. Een andere kaart van Europa, opnieuw in een kwart cirkel, moet zowat de oudste zelfstandige kaart zijn die van Europa gekend is. Op deze kaart figureert ook Lambertus eigen land, Flandria. Deze kaarten bewijzen dat de middeleeuwers nog wisten dat de aarde rond was, zoals ook al in de oudheid gedacht werd. Lambertus stelt ook de kosmos voor als een bol, met de aarde in het midden. Ook bevat het boek het eerste bekende Europese zelfportret, waarmee Lambertus zichzelf plaatst aan het begin van een traditie waarbij de auteur schrijvend uitgebeeld wordt bij het begin van zijn boek.
Tussen de talloze ontleningen uit de historische literatuur staan zowel een bestiarium, een herboretum als kosmologische voorstellingen uit het oeuvre van vroegere encyclopedici als Isidorus van Sevilla of Beda. Lambert wilde kennis aanbieden om de lezer te oriënteren in het leven. Hij bevindt zich in de greep van een kosmo-mythische levensbeschouwing die reeds millennia gangbaar was. Nooit gaat hij in zijn verhaal recht op doel af. Hij maakt gebruik van een, voor ons gevoel, onontwarbaar kluwen van betekenissen. Het Liber Floridus ontspringt uit fascinatie voor het mysterie van het bestaan.
Lambert nam in zijn boek ook gedichten van Petrus Pictor over, waaronder De laude Flandriae, en hij gaf een genealogie van het grafelijk huis van Vlaanderen gebaseerd op de Genealogia comitum Flandrensium. Daarin noemde hij Liederik de eerste graaf van Vlaanderen. Deze visie zou ingang vinden en later weer enigszins worden afgezwakt door de woudmeesterslegende.

## Thema
Het thema regeneratie loopt als een rode draad door het boek. Regeneratie der cycli in de natuur en ook in de menselijke vruchtbaarheid (generaties). Zoals de natuur jaarlijks heropbloeit en afsterft, zo gaat het ook met de generaties der mensen. De tijd begon met het licht van de morgenstond; eraan vooraf ging de chaos van de nacht. Maar Lambertus heeft niet alleen intellectuele herbronning op het oog. Eigenlijk wil hij een nieuwe wereld waarin komaf wordt gemaakt met de cycliciteit van het bestaan en de dood. Door de constante regeneratie uit de omgevende natuur volgens de joods-christelijke traditie om te bouwen tot eenmalige kosmische regeneratie aan het einde der tijden, wil hij het hemelse rijk propageren waar de mens weer onbezorgd leeft zoals voor de zondeval. Wat Lambertus neerschrijft is de spirituele tegenhanger van een luilekkerlanddroom, een land van Cocagne ter compensatie voor de hardheid van het bestaan.

## Enkele andere middeleeuwse encyclopedieën
- Hrabanus Maurus: De rerum naturis
- Isidorus van Sevilla: Etymologiae
- Brunetto Latini: Li Livres dou Tresor
- Jacob van Maerlant: Der Naturen Bloeme
- Thomas van Cantimpré: Liber de natura rerum
- Bartholomeus Anglicus: De proprietatibus rerum
- Konrad von Megenberg: Das Buch der Natur